# San Jerónimo (Baja Verapaz)
San Jerónimo est une ville du Guatemala dans le département de Baja Verapaz.